# Mistrzostwa Świata FIBT 1951
Mistrzostwa Świata FIBT 1951 odbyły się w dniu 1 lutego 1951 we francuskiej miejscowości L’Alpe d’Huez, gdzie rozegrano konkurencję męskich dwójek i czwórek bobslejowych.

## Dwójki
- Data: 1 lutego 1951

| Miejsce | Państwo           | Zawodnik                      | Czas |
| ------- | ----------------- | ----------------------------- | ---- |
| 1       | RFN               | Andreas Ostler Lorenz Nieberl | –    |
| 2       | Stany Zjednoczone | Stanley Benham Patrick Martin | –    |
| 3       | Szwajcaria        | Felix Endrich Werner Spring   | –    |

## Czwórki
- Data: 1 lutego 1951

| Miejsce | Państwo           | Zawodnik                                                     | Czas |
| ------- | ----------------- | ------------------------------------------------------------ | ---- |
| 1       | RFN               | Andreas Ostler Xavier Leitl Michael Pössinger Lorenz Nieberl | –    |
| 2       | Stany Zjednoczone | Stanley Benham Patrick Martin James Atkinson Gary Sheffield  | –    |
| 3       | Szwajcaria        | Franz Kapus Franz Stöckli Hans Bolli Heinrich Angst          | –    |

## Tabela medalowa
| Miejsce | Państwo           |   |   |   | Razem |
| ------- | ----------------- | - | - | - | ----- |
| 1.      | RFN               | 2 | 0 | 0 | 2     |
| 2.      | Stany Zjednoczone | 0 | 2 | 0 | 2     |
| 3.      | Szwajcaria        | 0 | 0 | 2 | 2     |